# Stephanie D’Hose
Stephanie D'Hose (Roeselare, 1981. június 1. –), belga politikus, A Szenátus elnöke.

## Életpályája
A Genti Egyetemen tanult.
2000 és 2006 között a Jong VLD Roeselare elnöke volt.
D'Hose vegetáriánus. Élettársával, Diederik Pauwelijnnel együtt él.

## Fordítás
- Ez a szócikk részben vagy egészben  a   Stephanie D'Hose című holland Wikipédia-szócikk fordításán alapul.  Az eredeti cikk szerkesztőit annak laptörténete sorolja fel. Ez a jelzés csupán a megfogalmazás eredetét és a szerzői jogokat jelzi, nem szolgál a cikkben szereplő információk forrásmegjelöléseként.